# Phyllodesma kermesifolia
Phyllodesma kermesifolia is een vlinder uit de familie spinners (Lasiocampidae). De wetenschappelijke naam is voor het eerst geldig gepubliceerd in 1960 door Lajonquiere.
De soort komt voor in Europa.